# Pablo Barzola
Pablo Maximiliano Barzola (ur. 17 listopada 1983 w San Martín) – argentyński piłkarz występujący na pozycji obrońcy. Od 2016 jest zawodnikiem klubu Gimnasia y Tiro.

## Kariera
Barzola zawodową karierę rozpoczynał w pierwszoligowym klubie Argentinos Juniors. Spędził tam dwa sezony, rozgrywając 33 ligowe spotkania w barwach klubu.
W 2004 roku podpisał kontrakt z River Plate, również grającym w Primera División Argentina. W jego barwach zadebiutował 23 maja 2004 w zremisowanym 0:0 meczu z Chacarita Juniors. W sezonie 2003/2004 zdobył z klubem mistrzostwo Torneo Clausura (sezon zamknięcia).
W lipcu 2005 odszedł do Quilmes Atlético Club. W sezonie 2005/2006 rozegrał tam 35 spotkań. W 2006 roku powrócił do Argentinos Juniors. 28 kwietnia 2007 w wygranym 2:0 meczu z Belgrano Córdoba strzelił pierwszego gola w trakcie gry w Primera División Argentina.
Latem 2008 za 640 tysięcy euro trafił do francuskiego SM Caen. W Ligue 1 zadebiutował 23 sierpnia 2008 w zremisowanym 1:1 pojedynku z AS Monaco. 2 maja 2009 w wygranym 3:1 meczu z Le Mans UC 72 strzelił pierwszego gola w trakcie gry w Ligue 1. W 2009 roku spadł z klubem do Ligue 2.
W 2011 roku Barzola wrócił do Argentinos Juniors. W sezonie 2015/2016 grał w All Boys, a latem 2016 trafił do klubu Gimnasia y Tiro.